# Type 10395 SNCV
Pour les articles homonymes, voir PCC.
La PCC est un type d'automotrice électrique pour tramway du modèle PCC (Presidents’ Conference Committee) construit par La Brugeoise Nicaise et Delcuve (BND) et les Ateliers de constructions électriques de Charleroi (ACEC) pour la Société nationale des chemins de fer vicinaux (SNCV) en 1950.

## Histoire

### Le prototype PCC en Belgique

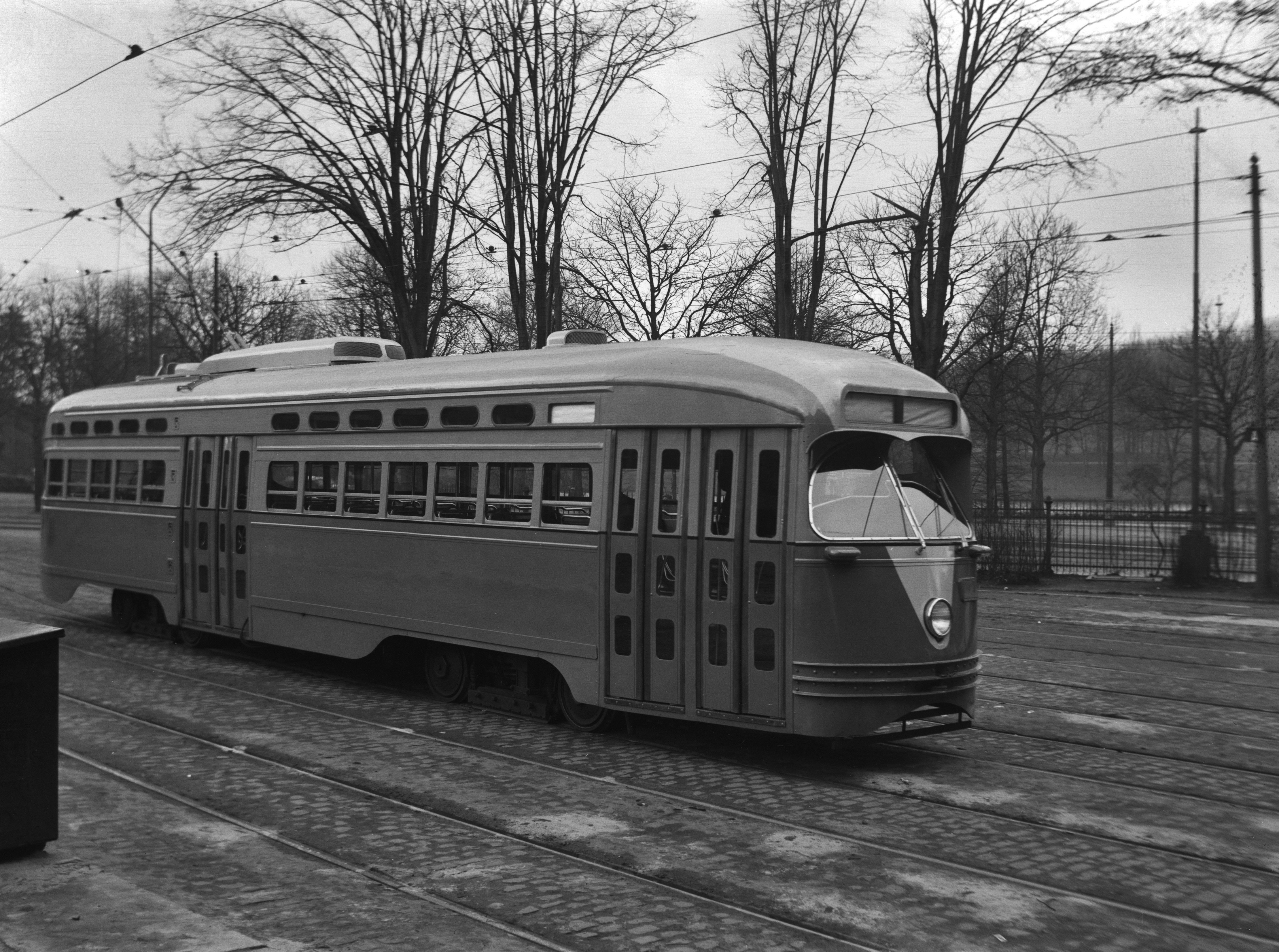

À la fin des années 1940, les constructeurs belges La Brugeoise et Nicaise et Delcuve (BND) et les Ateliers de constructions électriques de Charleroi (ACEC), deviennent licenciés de la Transit Research Corporation (TRC), l'organisme qui a conçu le tramway PCC les autorisant à produire ces motrices en Belgique. Une motrice américaine, construit par le Saint Louis Car Company avec d'équipement électrique fourni par Westinghouse Electric Company, est amenée en Belgique en 1947 et essayée sur les réseaux urbains des Tramways bruxellois (TB) et des Tramways unifiés de Liège et extensions (TULE) avant d'être mise en service par la SNCV sur la ligne 13 du réseau de Knokke puis sur la ligne de la côte et enfin sur la ligne B de Bruxelles à Louvain avec des bogies développés par le Clark Equipment Company pour voie métrique.

### Livraison et affectation
Avant le début des essais de la motrice américaine en 1947, la SNCV commande une série de vingt-quatre motrices à la BND avec motorisation ACEC. Ces motrices sont livrées à partir de septembre 1950, seize motrices (10395 à 10410) sont affectées au réseau de Charleroi dans la province de Hainaut sur les lignes 41, 56, 59/63, 60, 61/64, 62. Les huit autres motrices (10411 à 10418) sont livrées à la fin de l'année 1950 à Louvain dans la province de Brabant et affectées à partir de mai 1950 à la ligne B Bruxelles - Louvain.

## Caractéristiques

### Conception
Les motrices conservent les dispositions de la version all-electric (« tout-électrique ») américaine tant dans ses dimensions (à l'exception de la largeur) que de l'esthétique du véhicule avec la disposition à deux portes (la seconde étant placée avant le second bogie), les fenêtres surmontées de "standee windows"(littéralement fenêtres pour les voyageurs debout) («  ») et le pare-brise incliné anti-reflets, les différences majeures avec les modèles nord-américains étant la largeur limitée à 2 320 mm à la place de 2 540 mm, les bogies pour voie métrique et l'exploitation par deux agents (conducteur et receveur, les motrices nord-américaines étant exploitées par un seul agent conducteur-receveur).
| Caractéristiques générales | Caractéristiques générales |
| -------------------------- | -------------------------- |
| Écartement                 | 1 000 mm (voie métrique)   |
| Nombre de caisses          | 1                          |
| Longueur                   |                            |
| - hors tout                | 14 157 mm                  |
| Largeur                    |                            |
| - hors tout                | 2 320 mm                   |
| Entraxe bogies             | 6 934 mm                   |
| Porte-à-faux               |                            |
| - avant                    | 3 827 mm                   |
| - arrière                  | 3 396 mm                   |
| Nombre de bogies           | 2 (moteurs)                |
| Disposition des essieux    | Bo'Bo'                     |
| Conduite                   | unidirectionnelle          |

### Bogies
Les motrices sont équipées de deux bogies moteurs de type B6, développé par la firme Clarck pour les réseaux à voie métrique d'Europe. Il constitue une variante pour voie étroite du modèle B2. 
| Caractéristiques techniques | Caractéristiques techniques |
| Modèle                      | B6 (uniquement moteur)      |
| --------------------------- | --------------------------- |
| Écartement                  | 1 000 mm                    |
| Pivotant (degré)            | Oui                         |
| Essieux                     | Classiques                  |
| Empattement                 | 1 829 mm                    |
| Suspensions                 |                             |
| Roues élastiques            | Oui                         |
| Motorisation                |                             |
| Type                        | Bimoteur                    |
| Image                       |                             |

### Motorisation et freinage
L'équipement électrique est fourni par Westinghouse via son licencié ACEC.
La commande de traction-freinage est effectuée au moyen des trois pédales du système PCC : veille automatique (homme mort), freinage et traction. Les motrices sont par ailleurs équipées d'un poste de conduite annexe à l'arrière.

### Aménagement intérieur

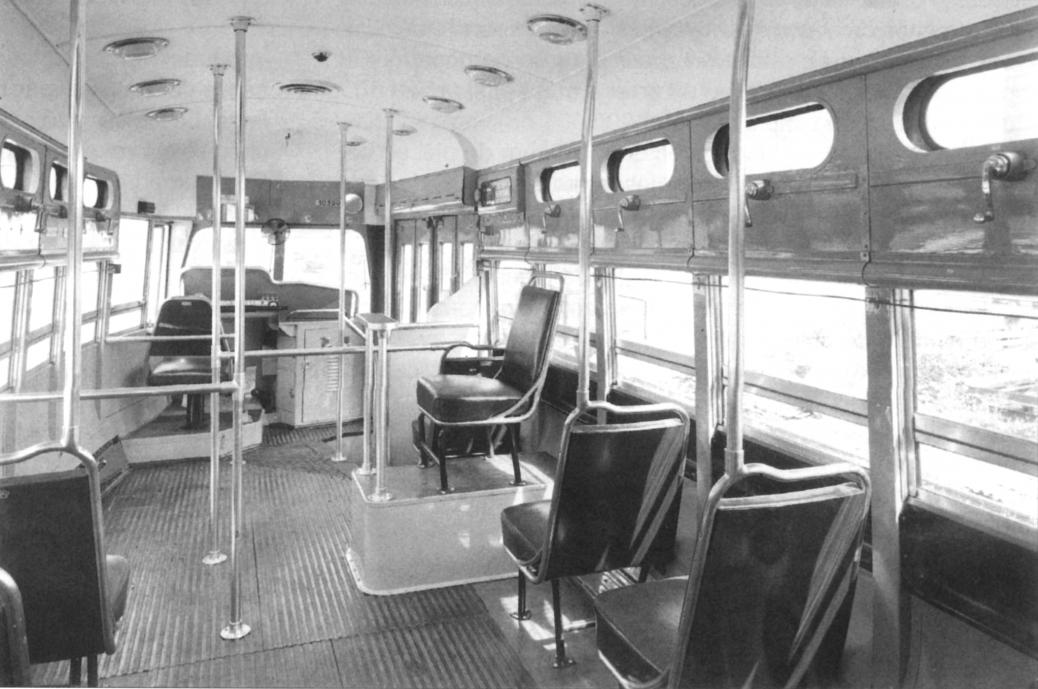
Vue intérieur vers l'avant d'une motrice, avec au fond à gauche le poste du conducteur et à droite le poste du receveur.

Les véhicules retiennent un aménagement intérieur avec un large couloir similaire à celui des motrices américaines avec cependant moins de sièges dans la partie avant avec deux rangées en 1+1 sièges et 1+2 sièges après la porte arrière. Elles s'en différencient également par la présence d'un poste de perception pour le receveur situé à l'avant à droite devant la deuxième fenêtre, ces motrices étant exploitées par deux agents.
| Aménagement                       | Aménagement                                                                            |
| --------------------------------- | -------------------------------------------------------------------------------------- |
| Accès                             | 2 marches intérieures aux entrées                                                      |
| Portes                            | 2 doubles côté droit                                                                   |
| Type de portes                    | pliantes intérieures à deux vantaux (et 2 parties chacune) à fonctionnement électrique |
| Distance entre les sièges         | 740 mm                                                                                 |
| Capacité assise / debout / totale | 33 / . / .                                                                             |

### Livrées
- crème (d'origine) ;
- crème avec bas rouge identique à celle des autobus de la SNCV.

## Matériel préservé
L'Association pour la sauvegarde du vicinal (ASVi) a sauvegardé une motrice provenant du réseau de Belgrade et l'a restaurée en état d'origine. Il lui a été attribué le numéro 10409, son numéro d'origine étant inconnu. L'attribution de ce numéro ne s'est pas faite au hasard. Bien qu'on n'aie pas retrouvé de trace de l'ancienne numérotation belge sur cette machine, cette ré-immatriculation est basée sur la séquence  créée par Belgrade. Il y a donc de très fortes chances que ce soit effectivement le numéro d'origine de cette PCC.